# エアロコマンダー 500

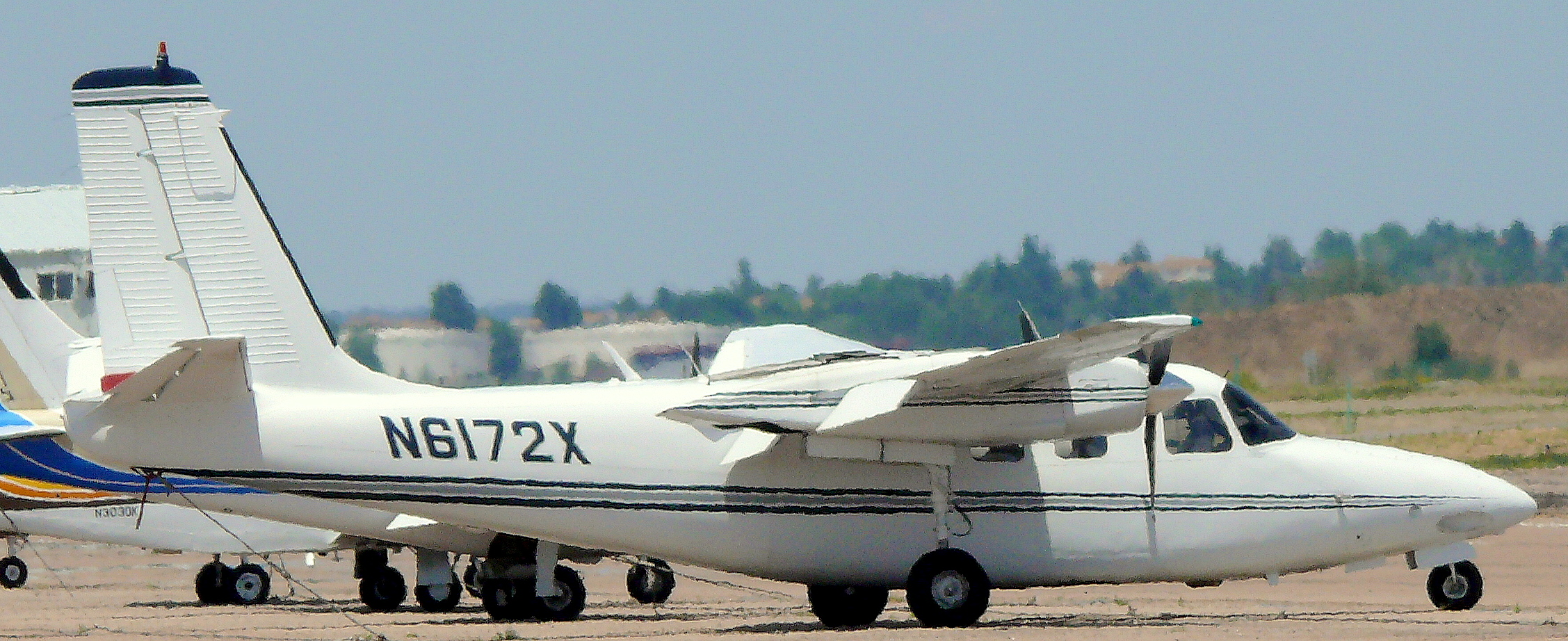
エアロコマンダー 500-B

エアロコマンダー 500シリーズ（Aero Commander 500）は1940年代後半に開発されたアメリカ合衆国のレシプロエンジン双発の軽飛行機シリーズである。1985年まで生産され、2000機ほどが生産された。

## 解説
エアロコマンダー 500シリーズはダグラス・エアクラフトの技術者、テッド・スミスが構想したが、会社は興味を示さなかったので、スミスのグループは Aero Design and Engineering Company という会社をつくって、自主開発をすることにした。当初3機の試作機の製作を計画したが、試作機は1機だけとなり、NX1946と登録され、1948年4月23日に初飛行した。乗客5人を収容でき、ライカミング O-435-Aエンジンを搭載した全金属製の高翼機である。
試作機は成功し、資金を得ることができ、オクラホマシティ近くのベサニーに生産工場を作り、1951年8月に新工場から生産型がロールアウトした。最初のモデルはコマンダー 520と命名された。
軍用としては、最初、L-26連絡機として採用されたが、1962年に米空軍用としては雑用機の記号 U-4となり、陸軍用はU-9という記号で呼ばれた。
1956年から1960年の間、U-4Bの1機がドワイト・D・アイゼンハワー大統領の移動専用機として使われた。大統領専用機「エアフォースワン」としては最も小さい機体で、現在のエアフォースワンの白と青の塗装がはじめて採用された。ベルギー空軍では1961年から1973年の間、王室の専用機として運用された。
1950年に耐空証明審査のための作業中に片発飛行の安全性と性能をアピールするため、片方のプロペラを取り外して、工場のあるベサニーからワシントンまで、片発で飛行した。ワシントンで民間航空局（CAA）の担当者と会った後、プロペラをとりつけてオクラホマへ帰還した。この飛行は新聞に取り上げられた。
1991年の始めに老朽機の主翼の主桁の疲労による事故が問題となった。1961年から1993年にかけて24機が主翼を失う事故で墜落事故を起こし、35機の翼の桁でクラックが発見された。
1964年6月19日にエドワード・ケネディが乗ったエアロ・コマンダー 680が着陸時に2人の死亡者をだす事故を起こし、ケネディも重症を負った。1971年5月28日、有名な俳優で、監督のオーディ・マーフィの乗ったエアロ・コマンダー 680が悪天候のなか墜落し、マーフィの他、5人の乗客とパイロットが死亡した。

## 各型概要
- エアロコマンダー L.3805 
  - 原型機、1機生産
- エアロコマンダー 520 

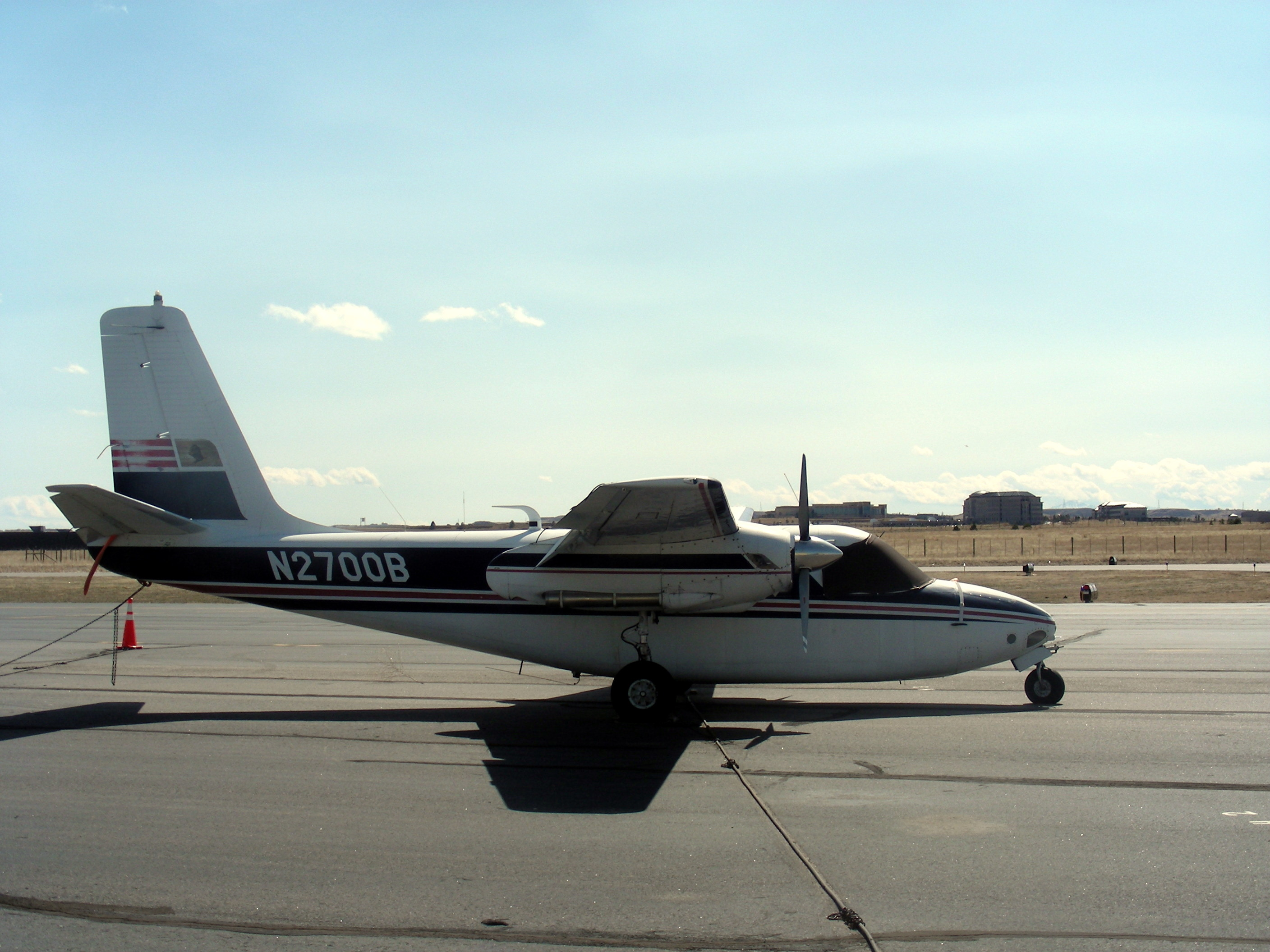
エアロコマンダー 560

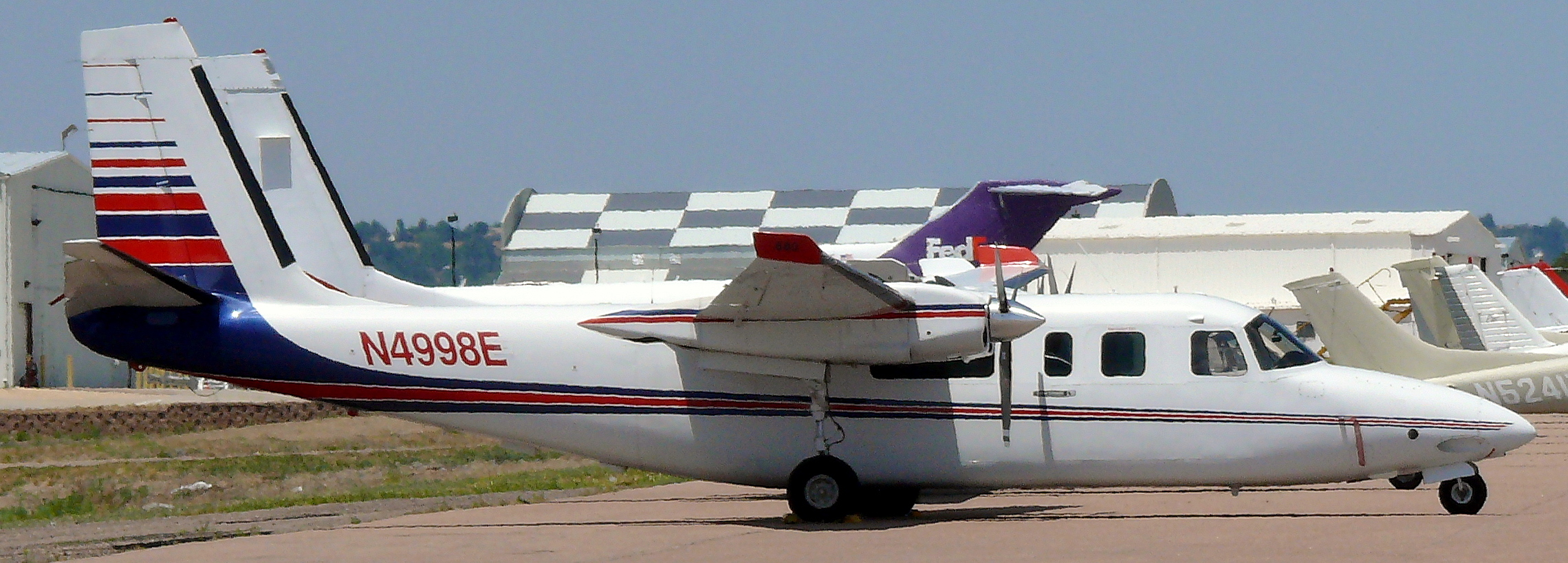
エアロコマンダー 680FL

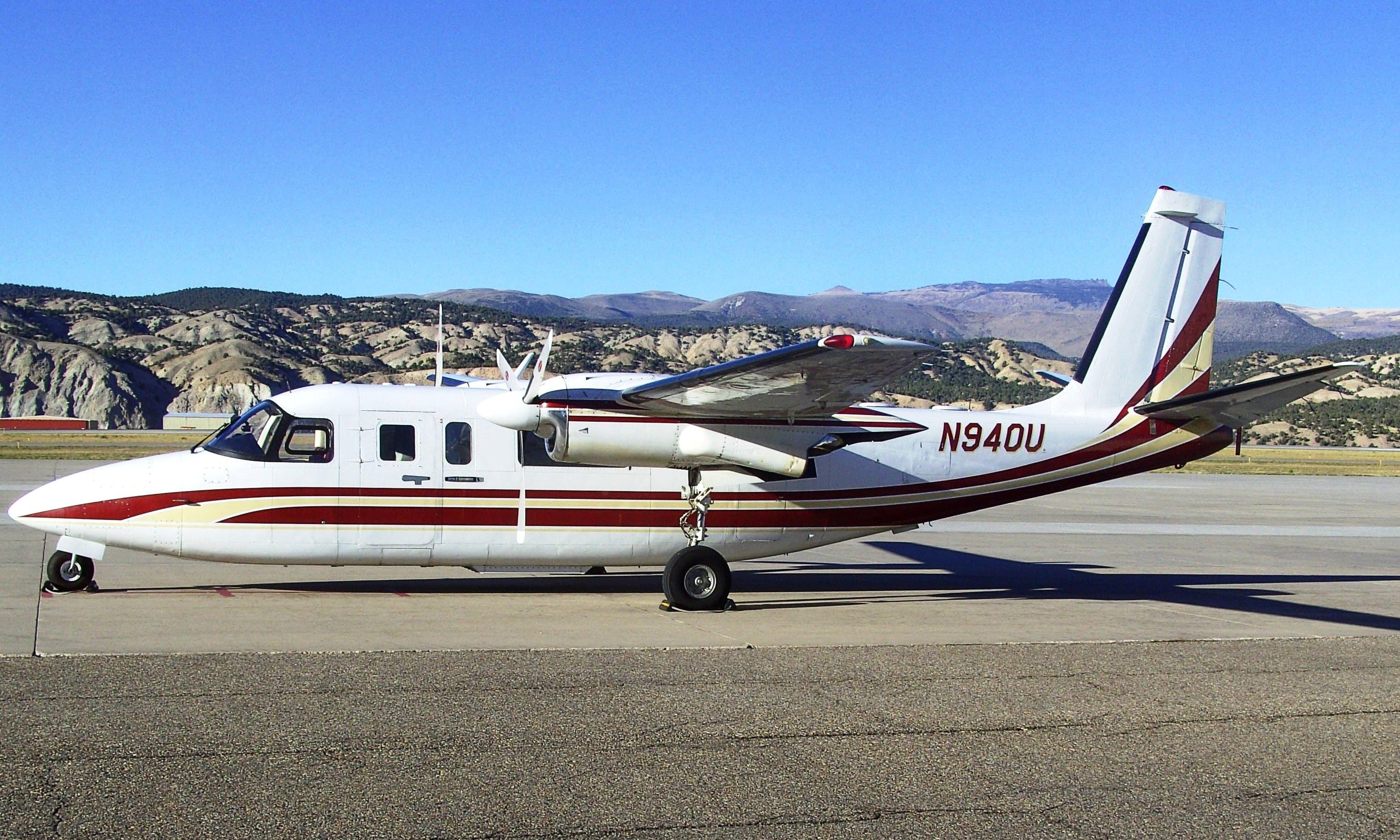
エアロコマンダー 680W

  - 最初の生産型、L.3805の垂直尾翼と客室を大型化、260馬力のライカミング GO-435-C エンジン搭載、150機生産。
- エアロコマンダー 560 
  - 尾翼に後退角をつけた520。エンジンをライカミング GO-480Bに変更し、よりペイロードが向上、7座席に改造、80機生産。
- エアロコマンダー 560A 
  - 胴体延長、降着装置など改造、99 機生産。
- エアロコマンダー 560E 
  - 翼面積増加、搭載量増加、93 機生産。
- エアロコマンダー 360 
  - 560E の軽量型、4座席 180 hp エンジン、1機のみ製作
- エアロコマンダー 500 
  - 1958年から製作された 560Eの廉価型 250 hp ライカミング O-540-A エンジン搭載、101 機生産。
- エアロコマンダー 500A 
  - 燃料噴射装置付きエンジンの採用、ナセル形状変更、 99 機生産。
- エアロコマンダー 500B 
  - 燃料噴射装置付きのライカミング IO-540を採用した560E、217 機生産。
- エアロコマンダー 500U/シュライクコマンダー 
  - 500B のノーズ形状、尾翼形状変更、290馬力のライカミング IO-540 エンジン搭載、500A, 500B, 560F 680Fを代替する。56機生産。
- エアロコマンダー 680 スーパー
  - 560Aに加給機付 340馬力のライカミング GSO-480-A 装備して、燃料積載量増加させた、254 機生産。
- エアロコマンダー 680E 
  - 560Eの軽量型、100 機生産。
- エアロコマンダー 680F 
  - 680Eの主脚改良、過給機、燃料噴射装置付ライカミング IGSO-540 エンジン装備、126 機生産。
- エアロコマンダー 680FP 
  - 与圧室付680F, 26 機生産。
- エアロコマンダー 680FL グランドコマンダー 
  - 680Fの胴体延長、尾翼拡大、157 機生産。1967年にクルーザーコマンダーに改名。
- エアロコマンダー 680FL/P グランドコマンダー 
  - 与圧室付 680FL、37 機生産。
- エアロコマンダー 680T ターボコマンダー
  - 680FL/P にギャレット TPE331-43 ターボプロップエンジンを装備、56機生産。
- エアロコマンダー 680V ターボコマンダー 
  - 680Tの離陸重量増強、貨物室を拡大、36 機生産。
- エアロコマンダー 680W ターボIIコマンダー 
  - 680Vのノーズ形状等変更、46 機生産。
- ロックウェル 681 ホークコマンダー 
  - 680Wの与圧、空調システム改善、43 機生産。
- ロックウェル 681B ターボコマンダー 
  - 681のエコノミー型、29 機生産。
- ロックウェル 685 コマンダー 
  - 690に435馬力のコンチネンタル GTSIO-520K エンジン搭載、66 機生産。
- コマンダー 690 
  - 681 翼の中央構造を変更、エンジン取り付け間隔変更、エアリサーチ TPE331-5-251K ターボプロップエンジンを装備、 79機生産。
- コマンダー 690A 
  - 690 フライトデッキ構造変更、245機生産。
- コマンダー 690B 
  - 690A 防音、機内設備改良、217 機生産。
- 690C ジェットプロップ 840 
  - 690B 翼幅拡大、840馬力のTPE331-5-254K ターボプロップエンジンを装備、136 機生産。
- 690D ジェットプロップ 900 
  - 690Cに、乗客室の窓の変更など、42 機生産。
- 695 ジェットプロップ 980 
  - 690Cに735馬力のTPE331-10-501K エンジンを装備、84 機生産。
- 695A ジェットプロップ 1000 
  - 690DにTPE331-10-501K エンジンを装備、101 機生産。
- 695B ジェットプロップ 1000B 
  - 695A のマイナーチェンジ版、6機生産。
- エアロコマンダー 720 アルティクルーザー 
  - 680の与圧仕様、13 機生産。
- YL-26 → YU-9A 
  - エアロコマンダー 520のアメリカ陸軍評価用、3 機生産。
- YL-26A 
  - エアロコマンダー 560のアメリカ空軍仕様、1機生産。
- L-26B → U-4A 
  - エアロコマンダー 560A のアメリカ空軍仕様、14 機生産。
- L-26B → U-9B 
  - エアロコマンダー 560A のアメリカ陸軍用、 1機生産。
- L-26C → U-4B 
  - エアロコマンダー 680 Superのアメリカ空軍仕様、 2 機生産。
- L-26C → U-9C 
  - エアロコマンダー 680 Super のアメリカ陸軍用、4 機生産。
- RL-26D → RU-9D 
  - コマンダー 680のアメリカ陸軍用、SLAR(側方監視レーダー side looking airborne radar)装備、2機生産。
- NL-26D → NU-9D 
  - 1機生産。

## 仕様
- 乗員： 2名
- 乗客： 4名
- 全長： 11.22 m
- 全幅： 14.95 m
- 全高： 4.42 m
- 空虚重量： 2,102 kg
- 総重量：3,062 kg

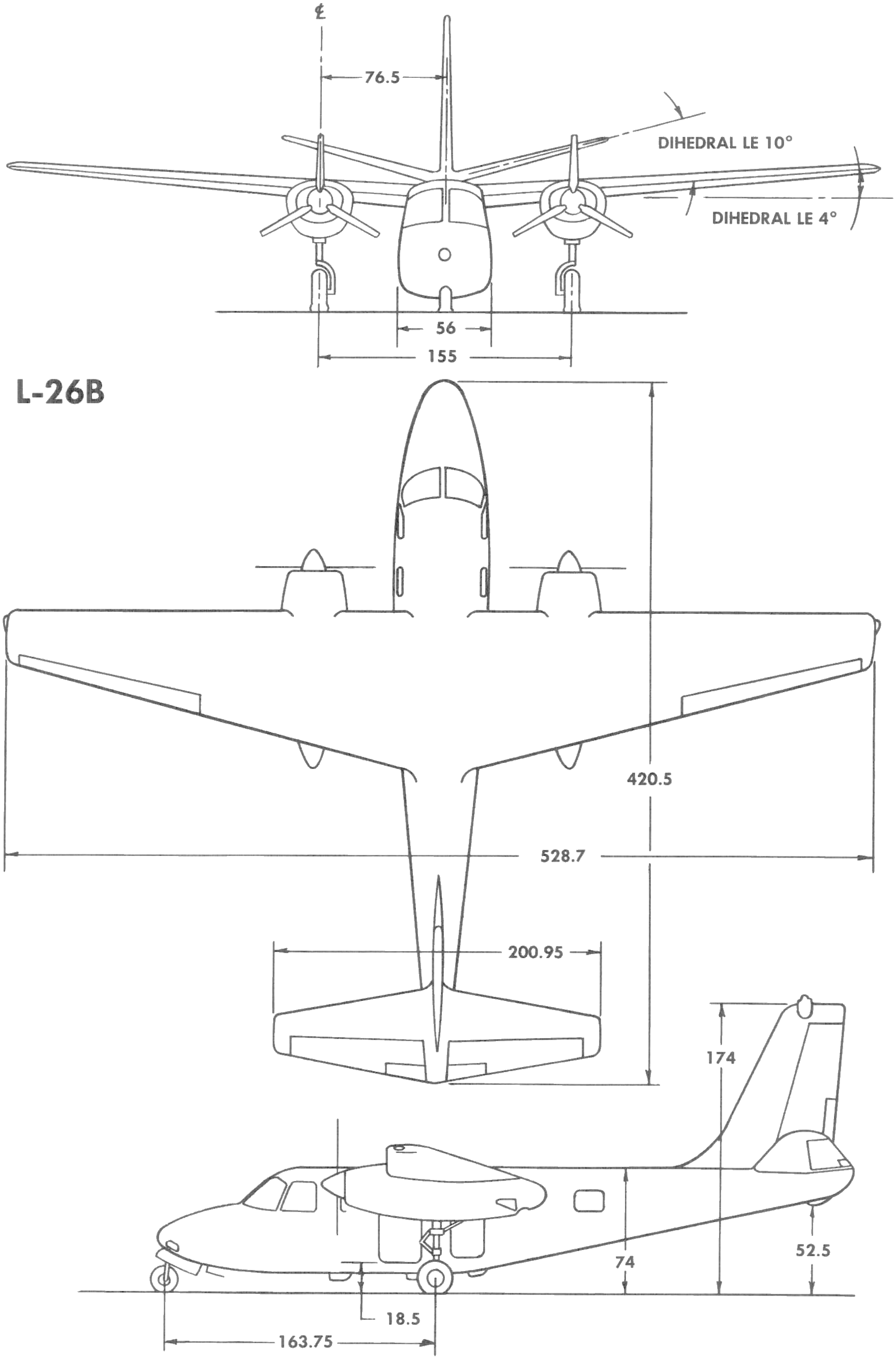
Aero Commander L-26B

- エンジン： 2 × Lycoming IO-540-E1B5 エンジン 、290 hp
- 最高速度：346 km/h=M0.28
- 巡航速度：326 km/h=M0.27
- 失速速度：109 km/h=M0.08

## 運用国

### 軍用
- コロンビア - 2024年時点で、コロンビア陸軍が1機の695Aを保有[3]。
- ドミニカ共和国 - 2024年時点で、ドミニカ共和国空軍が1機のコマンダー690を保有[4]。

## 登場作品

### テレビコマーシャル
中日新聞
1991年。当時、中日新聞社が保有していたエアロコマンダー695の飛行する姿と航空撮影をバックに、地方版の題字を紹介する。同機の他に、同社が保有していたヒューズ369及びセスナ411(1990年引退)も登場する。